# Laurette la Perle
Laurette la Perle (nom complet Laurette Ngoma), née le 2 février 1989 à Kinshasa est une auteure-compositrice-interprète, mannequin et femme d'affaires congolaise.

## Biographie

### Carrière musicale
À l'âge de 8 ans elle commence à fréquenter la paroisse classique de son quartier, la pratique dans la chorale lui permet de participer à certains spectacles, soirées et concours. En 2000, elle est sélectionnée parmi les meilleures chanteuses de sa ville. Elle est née d'une mère infirmière et d'un père médecin déjà décédé.

### Awards et nominations
- 2015 : MTV Africa Music Awards 2015 (en) pour le meilleur artiste francophone ;
- 2016 : Afrima Awards pour la meilleure artiste féminin d'Afrique centrale[4].

### Collaboration
Dans sa carrière; elle a su collaborer avec plusieurs artistes :
- Venus (single en 2015) avec Bana C4[5];
- Chaise électrique (remix) avec Fally Ipupa;

## Discographie

### Albums
- 2015 : Love story[3]
- 2018 : Love net

### Singles
- Gigolo
- Siska
- Terminus
- Love story
- Sur mesure
- Follow me (avec Tour 2 Garde)[6]